# 山形県警察部
山形県警察部（やまがたけんけいさつぶ）は、戦前の内務省監督下の山形県が設置した府県警察部であり、山形県内を管轄区域とする。
1948年（昭和23年）3月6日に廃止となり、山形県警察部は国家地方警察山形県本部と山形市警察などの自治体警察に再編されることになった。

## 沿革
- 1876年（明治9年）1月：山形県庁に第四課を設置。
- 1876年（明治9年）8月：置賜県・鶴岡県を編入。
- 1877年（明治10年）2月：山形県警察課に改称。
- 1879年（明治12年）6月：山形県警察本署に改称。
- 1886年（明治19年）7月：山形県警察本部に改称。
- 1890年（明治23年）10月：山形県警察部に改称。
- 1892年（明治25年）4月1日：北村山郡警察署に東根分署設置[1]。
- 1905年（明治38年）4月：山形県第四部に改称。
- 1907年（明治40年）7月：山形県警察部に改称。
- 1928年（昭和3年）7月：特別高等課（特別高等警察）を設置。
- 1945年（昭和20年）10月：特別高等警察が廃止。

## 組織
1927年（昭和2年）時点
- 警務課
- 高等警察課
- 刑事課
- 保安課
- 衛生課

## 警察署
1927年（昭和2年）時点
- 山形警察署
- 上山警察署
- 天童警察署
- 寒河江警察署
- 楯岡警察署
- 新庄警察署
- 酒田警察署
- 余目警察署
- 鶴岡警察署
- 長井警察署
- 小国本警察署
- 赤湯警察署
- 米沢警察署

## 歴代部長
| 代 | 官職名                 | 氏名       | 就任日         | 退任日         | 前職                        | 後職                            | 備考                     |
| -- | ---------------------- | ---------- | -------------- | -------------- | --------------------------- | ------------------------------- | ------------------------ |
| 1  | 警部長 警察本署長      | 貴島宰輔   | 1882年1月25日  | 1882年3月25日  |                             | 工部権少書記官                  |                          |
| 2  | 警部長 警察本署長      | 中尾豊岳   | 1882年7月8日   | 1882年9月1日   |                             | 死去                            |                          |
| 3  | 警部長 警察本署長      | 財部羌     | 1882年9月20日  | 1885年12月15日 |                             | 京都府警部長                    |                          |
| 4  | 警部長 警察本署長      | 陶不窳次郎 | 1885年12月15日 | 1886年1月8日   | 京都府警部長                | 非職                            |                          |
| 5  | 警部長 警察本署長      | 岩下敬蔵   | 1886年1月8日   | 1886年7月20日  | 福島県警部長                | -                               |                          |
| 5  | 警部長 警察本部長      | 岩下敬蔵   | 1886年7月20日  | 1886年8月12日  | -                           | 福島県信夫郡長                  |                          |
| 6  | 警部長 警察本部長      | 田中坤六   | 1886年9月24日  | 1888年1月13日  | 大阪府警部                  | 佐賀県警部長                    |                          |
| 7  | 警部長 警察本部長      | 古垣兼成   | 1888年1月13日  | 1890年1月7日   | 検事                        | 高知県警部長                    |                          |
| 8  | 警部長 警察本部長      | 田野熾     | 1890年1月7日   | 1890年10月11日 | 高知県警部長                | -                               |                          |
| 8  | 警部長 警察部長        | 田野熾     | 1890年10月11日 |                | -                           |                                 |                          |
| 9  | 警部長 警察部長        | 藤崎供秀   | 1890年12月26日 | 1895年9月27日  | 富山県上新川郡長            | 岡山県警部長                    |                          |
| 10 | 警部長 警察部長        | 竹内寿貞   | 1895年9月27日  | 1897年4月14日  | 岡山県警部長                | 愛知県警部長                    |                          |
| 11 | 警部長 警察部長        | 龍岡篤敬   | 1897年4月26日  | 1899年1月13日  | 福岡県鞍手郡長              | 岐阜県警部長                    |                          |
| 12 | 警部長 警察部長        | 内村直俊   | 1899年1月19日  | 1900年10月27日 | 警視                        | 滋賀県警部長                    |                          |
| 13 | 警部長 警察部長        | 亀山理平太 | 1900年10月27日 | 1903年6月20日  | 千葉県参事官                | 長崎県警部長                    |                          |
| 14 | 警部長 警察部長        | 今野東吾   | 1903年6月20日  | 1905年2月2日   | 山梨県参事官                | 三重県警部長                    |                          |
| 15 | 警部長 警察部長        | 中大路正雄 | 1905年2月2日   | 1905年4月19日  | 兵庫県参事官                | -                               |                          |
| 15 | 事務官 第四部長 警務長 | 中大路正雄 | 1905年4月19日  | 1906年7月28日  | -                           | 青森県事務官・第四部長          |                          |
| 16 | 事務官 第四部長 警務長 | 錦織幹     | 1906年7月28日  | 1907年7月13日  | 鹿児島県事務官              | 長崎県港務長                    |                          |
| 17 | 事務官 警察部長 警務長 | 萩亮       | 1907年7月13日  | 1910年10月8日  | 検事                        | 青森県事務官・内務部長          |                          |
| 18 | 事務官 警察部長 警務長 | 岸本正雄   | 1910年10月8日  | 1913年6月13日  | 秋田県事務官                | -                               |                          |
| 18 | 警察部長               | 岸本正雄   | 1913年6月13日  | 1914年6月9日   | -                           | 滋賀県警察部長                  |                          |
| 19 | 警察部長               | 得能佳吉   | 1914年6月9日   | 1915年9月26日  | 警視庁警視                  | 滋賀県警察部長                  |                          |
| 20 | 警察部長               | 斎藤宗宜   | 1915年9月26日  | 1917年1月29日  | 群馬県理事官                | 静岡県警察部長                  |                          |
| 21 | 警察部長               | 白根竹介   | 1917年1月29日  | 1919年8月21日  | 山梨県警察部長              | 岐阜県内務部長                  |                          |
| 22 | 警察部長               | 川淵洽馬   | 1919年8月21日  | 1921年6月3日   | 台湾総督府警務官 兼同事務官 | 広島県警察部長                  |                          |
| 23 | 警察部長               | 長井喜太夫 | 1921年6月3日   | 1923年10月27日 | 愛媛県理事官                | 内務事務官兼内務書記官          |                          |
| 24 | 警察部長               | 小西善次郎 | 1923年10月27日 | 1924年6月27日  | 奈良県理事官                | 宮崎県警察部長                  |                          |
| 25 | 警察部長               | 清水徳太郎 | 1924年6月27日  | 1924年12月20日 | 宮崎県警察部長              | -                               |                          |
| 25 | 書記官 警察部長        | 清水徳太郎 | 1924年12月20日 | 1925年9月17日  | -                           | 山形県書記官・内務部長          |                          |
| 26 | 書記官 警察部長        | 別宮秀夫   | 1925年9月17日  | 1927年5月17日  | 神奈川県書記官              | 福島県書記官・警察部長          |                          |
| 27 | 書記官 警察部長        | 馬場義也   | 1927年5月17日  | 1929年7月8日   | 地方事務官                  | 岐阜県書記官・警察部長          |                          |
| 28 | 書記官 警察部長        | 村田武     | 1929年7月8日   | 1929年8月21日  | 岐阜県書記官・警察部長      | 休職                            |                          |
| 29 | 書記官 警察部長        | 青木善祐   | 1929年8月21日  | 1929年12月5日  | 山形県書記官・学務部長      | 熊本県書記官・警察部長          |                          |
| 30 | 書記官 警察部長        | 鈴川寿男   | 1929年12月5日  | 1931年11月9日  | 岐阜県書記官                | 休職                            |                          |
| 31 | 書記官 警察部長        | 歌田千勝   | 1931年11月9日  | 1932年3月5日   | 山形県書記官                | 石川県書記官・警察部長          |                          |
| 32 | 書記官 警察部長        | 江辺清夫   | 1932年3月5日   | 1932年8月15日  | 富山県書記官・学務部長      | 三重県書記官・警察部長          |                          |
| 33 | 書記官 警察部長        | 外山福男   | 1932年8月15日  | 1934年4月10日  | 神奈川県書記官              | 北海道庁拓殖部長                |                          |
| 34 | 書記官 警察部長        | 石建国次郎 | 1934年4月10日  | 1935年1月19日  | 兵庫県書記官・学務部長      | 三重県書記官・経済部長          |                          |
| 35 | 書記官 警察部長        | 小泉梧郎   | 1935年1月19日  | 1936年6月12日  | 社会局書記官                | 熊本県書記官・経済部長          |                          |
| 36 | 書記官 警察部長        | 辻山治平   | 1936年6月12日  | 1937年11月1日  | 栃木県書記官・経済部長      | 新潟県書記官・警察部長          |                          |
| 37 | 書記官 警察部長        | 藤原侃治   | 1937年11月1日  | 1939年1月14日  | 地方警視                    | 福井県書記官・経済部長          |                          |
| 38 | 書記官 警察部長        | 井上文介   | 1939年1月14日  | 1940年7月12日  | 茨城県書記官                | 宮城県書記官・警察部長          |                          |
| 39 | 書記官 警察部長        | 増原惠吉   | 1940年7月12日  | 1941年8月1日   | 内務事務官                  | 内務事務官                      |                          |
| 40 | 書記官 警察部長        | 高橋貢     | 1941年8月1日   | 1942年7月7日   | 内務事務官                  | 内務事務官 情報局第一部第二課長 |                          |
| 41 | 書記官 警察部長        | 岡崎英城   | 1942年7月7日   | 1942年11月1日  | 警視庁警視                  | -                               |                          |
| 41 | 部長 警察部長          | 岡崎英城   | 1942年11月1日  | 1943年4月27日  | -                           | 内務省警保局外事課長            |                          |
| 42 | 部長 警察部長          | 青木大吾   | 1943年4月27日  | 1944年8月2日   |                             | 警視庁消防部長                  |                          |
| 43 | 部長 警察部長          | 加藤巌雄   | 1944年8月2日   | 1945年10月13日 | 地方警視                    | 休職                            |                          |
| 44 | 部長 警察部長          | 阿賀正美   | 1945年10月13日 | 1945年10月27日 | -                           | -                               | 兼任 本務:山形県内政部長 |
| 45 | 部長 警察部長          | 服部富士雄 | 1945年10月27日 | 1946年4月1日   | 山形県部長                  | -                               |                          |
| 45 | 地方事務官 警察部長    | 服部富士雄 | 1946年4月1日   | 1946年12月27日 | -                           | 北海道庁労働部長                |                          |
| 46 | 地方事務官 警察部長    | 藤本好雄   | 1946年12月27日 | 1948年3月6日   |                             | 山形県警察長                    |                          |